# Saint-Xandre

Saint-Xandre este o comună în departamentul Charente-Maritime, Franța. În 1 ianuarie 2022 avea o populație de 5.531 de locuitori.